# Michel le Basque
Michel le Basque, pseudonimo di Michel Etchegorria (italianizzato in Michele il Basco; fl. XVI secolo), è stato un pirata spagnolo attivo al soldo del Regno di Francia negli anni ’60 del XVII secolo.

## Biografia
Nativo di Saint-Jean-de-Luz, Michel le Basque si trasferì nelle Antille attorno al 1657, dove divenne un cacciatore, per poi ottenere una patente di corsa dal governatore francese Bertrand D’Ogeron che lo autorizzava ad attaccare e depredare le ricche colonie spagnole nel Nuovo Mondo. Nel 1666 a Portobelo Michel prese parte con altri bucanieri alla cattura del galeone spagnolo Margarita. Fu notato dal famigerato pirata francese l’Olonese, col quale entrò in società, prendendo parte a numerosi attacchi contro le colonie spagnole nel Mar dei Caraibi.
Nel 1666 l’Olonese e Michel le Basque riunirono una flotta di otto navi e 650 uomini, coi quali puntarono sulla ricca colonia di Maracaibo. Dopo aver catturato il fortilizio e le altre difese della città, i bucanieri vennero a sapere di una truppa spagnola inviata a contrastarli dall’entroterra. L’Olonese gli tese un agguato nei pressi della cittadina di Gibraltar, che fu a sua volta conquistata e saccheggiata. La spedizione fruttò ai bucanieri 260.000 pezzi da otto e molti gioielli e oggetti religiosi di valore.
La carriera pirata di Michel le Basque continuò per almeno un altro anno. Nel 1667 attaccò Maracaibo una seconda volta e prese in ostaggio diversi notabili spagnoli. Tornato in Francia assieme ad altri corsari, ottenne i ringraziamenti ufficiali del re Luigi XIV. Sulla sua fine non c’è certezza, ma sembra che Michel le Basque tornò una seconda volta ai Caraibi e morì nel 1668 nel corso di una scorreria attorno a Portobelo.

## Riferimenti nella cultura di massa
La spedizione dei bucanieri contro Maracaibo e Gibraltar del 1666 viene narrata nel romanzo Il Corsaro Nero (1898) dello scrittore italiano Emilio Salgari, con una menzione anche di Michel le Basque.